# Charles Vandenbalck
Charles Vandenbalck (Brussel·les, 20 d'abril de 1916 - Woluwe-Saint-Lambert, 29 de juliol de 1984) va ser un ciclista belga que va ser professional dels anys 30 i 40.

## Palmarès
- 1935
  - 1r a la Omloop der Vlaamse Gewesten
- 1943
  - 20è a la Lieja-Bastogne-Lieja